# Koreai tea
A koreai tea  (hangul:  차, csha, handzsa: 茶, RR: cha) készülhet gyökerekből, tealevelekből, más növények leveleiből és gyümölcsökből. A koreai teaceremóniára nagy hatással volt a buddhizmus és a taoizmus. A hagyomány a Silla-korból eredezteti a teázás szokását Koreában. A legnevesebb teatermelő vidékek Észak-Csolla (Jeolla), Csedzsu (Jeju) és Észak-Kjongszang (Gyeongsang) tartományok. A teához hagyományosan felszolgált sütemény a tasik (dasik). A koreaiak hisznek abban, hogy az étel és ital egyben gyógyír is, így a tea is fontos szerepet játszott a történelmük során, mint gyógyhatású készítmény különféle nyavalyákra.

## Története

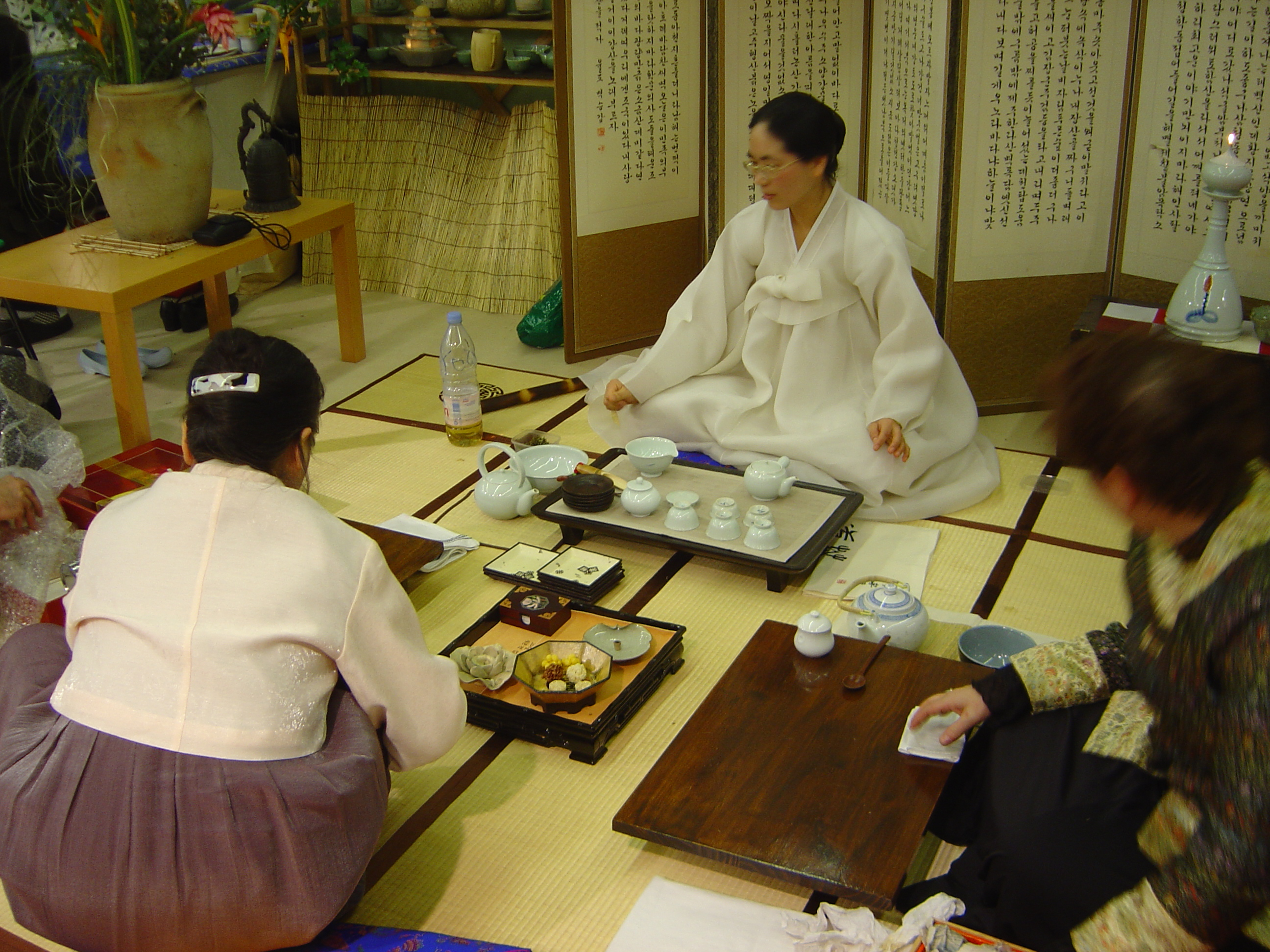
Koreai teaceremónia

A három királyság legendáit és történetét feltáró, 13. században íródott Szamguk jusza (Samguk yusa) (삼국유사) valamint a még korábbi, 1145-ből származó Szamguk szagi (Samguk sagi) (삼국사기) szerint a teázás a 7. századi Szillából terjedt el a félszigeten, Szondok (Seondeok) királynő (선덕여왕) idejében. A műveltségükről és katonai képességeikről híres sillai hvarang (hwarang)ok számára a teázás a bajtársi kapcsolatok erősítését és nemességük kifejezésre juttatását egyaránt szolgálta. A Korjo (Goryeo)-dinasztia idejében a tea fontos kelléke lett nem csak az udvari étkezésnek, de a különféle vallási ceremóniáknak és a külföldi vendégek fogadási protokolljának is.

## Fajtái

### Zöld tea
A zöld tea (녹차, nokcsha (nokcha)) az egyik legelterjedtebb tea Koreában. 60-68 C°-os forró vízzel öntik le a szárított tealeveleket. Nem csak italként fogyasztják, de por verzióban például sütemények és fagylalt ízesítésére és ételszínzékként is használatos. Fürdővízként és joghurtba keverve arcpakolásként is alkalmazzák.

### Gyümölcsteák

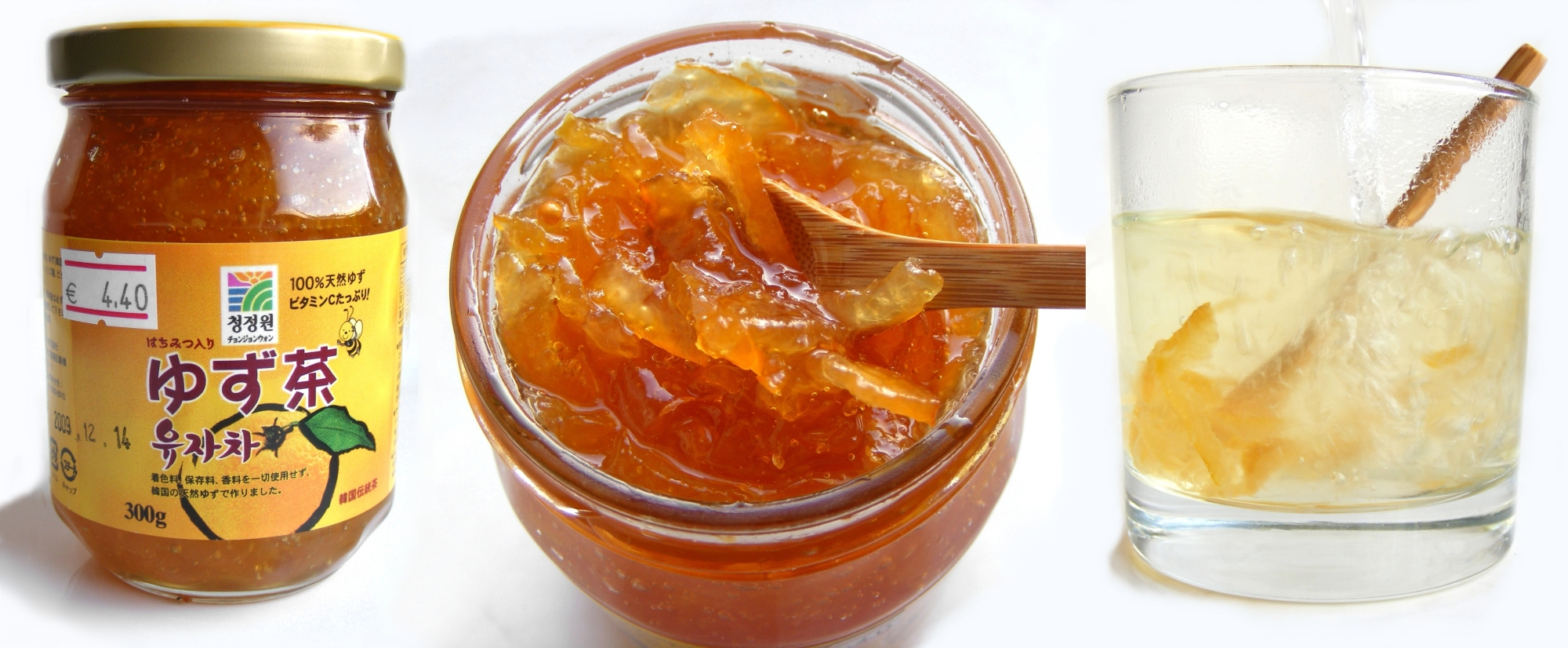
judzsacsha (yujacha)

A gyümölcsteákhoz a gyümölcsök húsából cukorral sűrű, lekvárszerű masszát készítenek érleléssel, majd ezt öntik fel forró vízzel. Szárított gyümölcsökkel is készülhet.
- kugidzsacsha (gugijacha) (구기자차): közönséges ördögcérna (Lycium barbarum) bogyójából[3]
- judzsacsha (yujacha) (유자차): juzuból (citrusféle)[2]
- mogvacsha (mogwacha) (모과차): álbirsből (Pseudocydonia sinensis; kínaibirs)[2]
- mesilcsha (mesilcha) (매실차): japán kajsziból[2]
- omidzsacsha (omijacha) (오미자차): kínai kúszómagnólia bogyójából[2]
- tecshucsha (daechucha) (대추차): jujubatea[2]

### Gabonateák

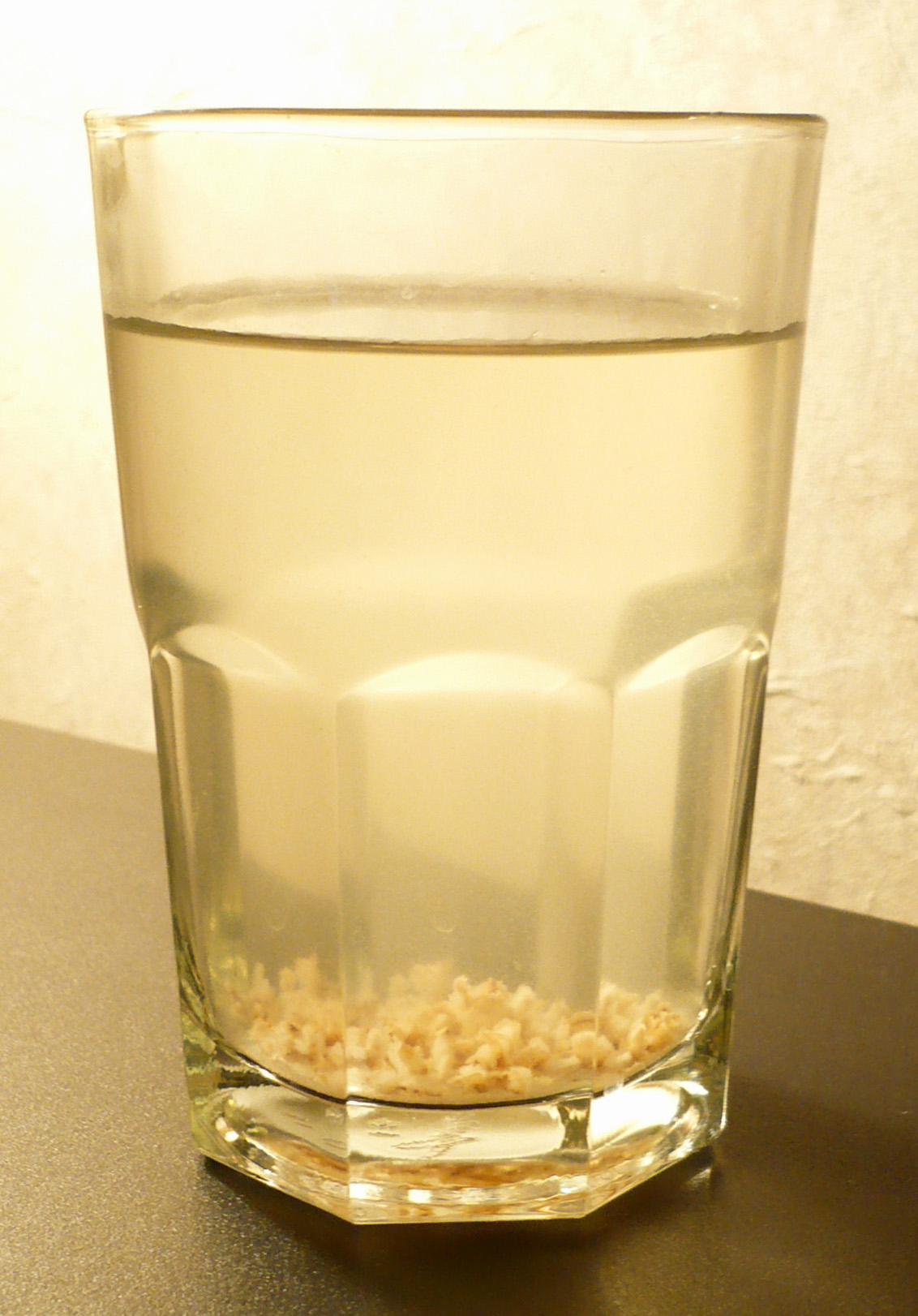
hjonmicsha

Szárított vagy pörkölt gabonaszemekből készül (néha porrá őrölve), erre öntik a forró vizet, vagy forralják fel. Elérhetőek filteres formában is, illetve egyes változatokat kávéautomatákban is forgalmaznak.
- hjonmicsha (hyeonmicha) (현미차): pörkölt barna rizsből[4]
- julmucsha (yulmucha) (율무차): Jób könnye (Coix lacryma-jobi) magjából[2]
- okszuszucsha (oksusucha) (옥수수차): kukoricából[5]
- poricsha (boricha) (보리차): árpából[2]
- nurungdzsicsha (nurungjicha) (누룽지차): edény aljára égett rizsből[6][7]

### Gyógyteák
- szenggangcsha (saenggangcha) (생강차): marinált friss gyömbérből[2]
- inszamcsha (insamcha) (인삼차): friss ginzengből és jujubából[2]
- sszanghvacsha (ssanghwacha) (쌍화차): többféle gyógynövényből, ízlés szerint összeválogatva. Főbb összetevői a bazsarózsagyökér, Rehmannia gyökere, a gyömbér és a jujuba.[2]